# Anna Maria Picarelli
Anna Maria Picarelli (* 4. November 1984 in Downey) ist eine US-amerikanische Fußballspielerin. Die Torhüterin stand in der Saison 2014 bei den Seattle Sounders Women unter Vertrag und spielte zuvor für die Los Angeles Legends und Pali Blues. International spielt sie mit doppelter Staatsangehörigkeit für die italienische Nationalmannschaft.
Ab 2006 bis zum Ende der Saison 2008/2009 spielte sie für Calcio Femminile Bardolino und gewann dort 2007, 2008 und 2009 die italienische Meisterschaft. Genauso wurde sie mit dem Verein Pokalsiegerin 2006 und 2007.
Mit der italienischen Nationalmannschaft erreichte sie 2009 das Viertelfinale bei der Europameisterschaft in Finnland.

## Stationen
- 2006 bis 2009: ASD CF Bardolino
- 2009 bis 2010: Los Angeles Legends
- 2011: Ajax America
- 2013: Pali Blues
- 2014: Seattle Sounders Women